# Sildajazz

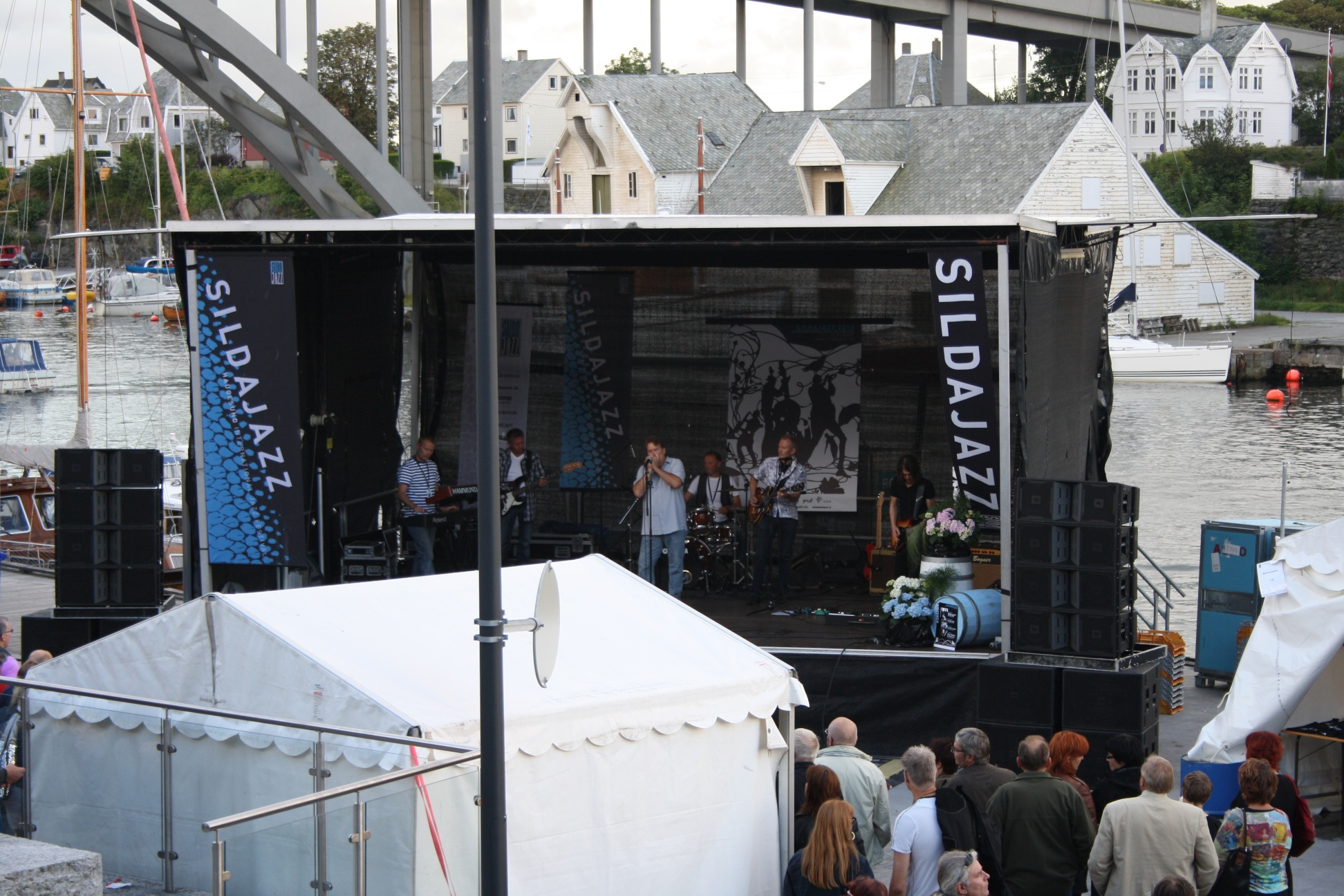
Festival 2010

Sildajazz ist ein Jazz-Festival im an der norwegischen Westküste gelegenen Haugesund. Es findet jährlich Mitte August statt. Der Name des Festivals rührt von der Entstehung Haugesunds als Umschlagpunkt der Fischer Mitte des 19. Jahrhunderts her („Sild“ ist das norwegische Wort für Hering).
Das Festival fand im Jahre 1987 das erste Mal mit vier Bands statt. Inzwischen nehmen jährlich rund 350 Künstler in zirka 70 Bands und Orchestern teil und spielen während des fünftägigen Festivals rund 180 Konzerte. Beim 21. Festival 2007 waren mehr als 50.000 Zuschauer zugegen.
Sidajazz stellt neben dem Filmfestival in Haugesund für Haugesund einen touristischen Höhepunkt und Wirtschaftsfaktor dar.